# Regierung Anders Fogh Rasmussen I
Die dänische Regierung Anders Fogh Rasmussen I war vom 27. November 2001 bis 18. Februar 2005 im Amt. Sie bestand aus der rechtsliberalen Venstre und der Konservativen Volkspartei.
Im Anschluss an die Folketingswahl 2001 wurde eine Koalition aus Rechtsliberalen und Konservativen unter Duldung der rechtspopulistischen Dansk Folkeparti gebildet. Sie löste die Mitte-links-Regierung Poul Nyrup Rasmussens ab.

## Kabinettsliste
| Amt                                                                                              | Name                    | Amtszeit                             | Partei       |
| ------------------------------------------------------------------------------------------------ | ----------------------- | ------------------------------------ | ------------ |
| Ministerpräsident                                                                                | Anders Fogh Rasmussen   | 27. November 2001 – 18. Februar 2005 | Venstre      |
| Wirtschaft, Stellvertretender Ministerpräsident bis 18. Juni 2002 auch: nordische Zusammenarbeit | Bendt Bendtsen          | 27. November 2001 – 18. Februar 2005 | Konservative |
| Äußeres                                                                                          | Per Stig Møller         | 27. November 2001 – 18. Februar 2005 | Konservative |
| Finanzen                                                                                         | Thor Pedersen           | 27. November 2001 – 18. Februar 2005 | Venstre      |
| Inneres und Gesundheit                                                                           | Lars Løkke Rasmussen    | 27. November 2001 – 18. Februar 2005 | Venstre      |
| Justiz                                                                                           | Lene Espersen           | 27. November 2001 – 18. Februar 2005 | Konservative |
| Verteidigung                                                                                     | Svend Aage Jensby       | 27. November 2001 – 24. April 2004   | Venstre      |
| Verteidigung                                                                                     | Søren Gade              | 24. April 2004 – 18. Februar 2005    | Venstre      |
| Kultur                                                                                           | Brian Mikkelsen         | 27. November 2001 – 18. Februar 2005 | Konservative |
| Steuern                                                                                          | Svend Erik Hovmand      | 27. November 2001 – 2. August 2004   | Venstre      |
| Steuern                                                                                          | Kristian Jensen         | 2. August 2004 – 18. Februar 2005    | Venstre      |
| Umwelt                                                                                           | Hans Christian Schmidt  | 27. November 2001 – 2. August 2004   | Venstre      |
| Umwelt                                                                                           | Connie Hedegaard        | 2. August 2004 – 18. Februar 2005    | Konservative |
| Verkehr ab 18. Juni 2002 auch: nordische Zusammenarbeit                                          | Flemming Hansen         | 27. November 2001 – 18. Februar 2005 | Konservative |
| Familien- und Verbraucherfragen                                                                  | Henriette Kjær          | 2. August 2004 – 18. Februar 2005    | Konservative |
| Ernährung, Landwirtschaft und Fischerei                                                          | Mariann Fischer Boel    | 27. November 2001 – 2. August 2004   | Venstre      |
| Ernährung, Landwirtschaft und Fischerei                                                          | Hans Christian Schmidt  | 2. August 2004 – 18. Februar 2005    | Venstre      |
| Arbeit                                                                                           | Claus Hjort Frederiksen | 27. November 2001 – 18. Februar 2005 | Venstre      |
| Wissenschaft, Technologie und Innovation                                                         | Helge Sander            | 27. November 2001 – 18. Februar 2005 | Venstre      |
| Unterricht                                                                                       | Ulla Tørnæs             | 27. November 2001 – 18. Februar 2005 | Venstre      |
| Kirche                                                                                           | Tove Fergo              | 27. November 2001 – 18. Februar 2005 | Venstre      |
| Soziales und Gleichstellung                                                                      | Henriette Kjær          | 27. November 2001 – 2. August 2004   | Konservative |
| Soziales und Gleichstellung                                                                      | Eva Kjer Hansen         | 2. August 2004 – 18. Februar 2005    | Venstre      |
| Flüchtlinge, Einwanderer und Integration ab 2. August 2004 auch: Entwicklungszusammenarbeit      | Bertel Haarder          | 27. November 2001 – 18. Februar 2005 | Venstre      |